# أي هارت ميديا
أي هارت ميديا (بالإنجليزية: iHeartMedia)‏ (كان اسمها مؤسسة المقتنيات الإعلامية CC Media Holdings, Inc.) شركة إعلام جماهيري أمريكية مقرها في سان أنطونيو، تكساس. وهي الشركة القابضة لمؤسسة «أي هارت للاتصالات .iHeartCommunications, Inc» (المعروفة سابقًا باسم كلير تشانيل.Clear Channel Communications, Inc)، أسسها لوري مايز وب.ج.رد ماكومبس في عام 1972، ثم استحوذت عليها شركة بين كابيتال وشركة توماس إتش لي، عن طريق استخدام مبلغ كبير من الأموال المقترضة لتغطية تكلفة الاستحواذ في عام 2008، ونتيجة لهذا الاستحواذ، بدأت شركة «كلير تشانيل» تعمل كشركة فرعية مملوكة بالكامل لمؤسسة المقتنيات الإعلامية، في 16 سبتمبر 2014، تغير الاسم إلى أي هارت ميديا، وأصبحت كلير تشانيل تحمل الاسم «مؤسسة آي هارت للاتصالات».
«شركة أي هارت ميديا» متخصصة في البث الإذاعي من خلال قسم (أي هارت)، وتمتلك الشركة أكثر من 850 محطة راديو «آيه ام» AM & FM «إف إم» بكامل الطاقة في الولايات المتحدة، مما يجعلها أكبر مالك لمحطات الراديو في البلاد. شاركت الشركة أيضًا في البث الإذاعي والبودكاست عبر الإنترنت عبر المنصة الرقمية «أي هارت راديو».
شاركت الشركة في الماضي، أيضًا في الأحداث المباشرة والإعلانات. أنشأت الشركة هذه الأعمال في 2005 و 2019 على التوالي، مثل «لايف نيشن إنترتينمنت»و «كلير تشانيل الخارجية».

## وصلات خارجية
- أي هارت ميديا على موقع الموسوعة البريطانية (الإنجليزية)